# Megalospora sulphurata
Megalospora sulphurata är en svampart som beskrevs av Meyen 1843. Megalospora sulphurata ingår i släktet Megalospora och familjen Cucurbitariaceae.   Inga underarter finns listade i Catalogue of Life.